# 継続企業の前提
継続企業の前提（けいぞくきぎょうのぜんてい）とは、企業等が将来にわたって存続するという前提のこと。ゴーイングコンサーン（going concern）の前提とも呼ばれる。企業以外の組織体の場合は、継続事業の前提、継続組織の前提、継続組合の前提などと呼ばれることもある。

## 継続企業の前提の評価及び開示
通常、財務諸表は企業等が将来にわたって存続することを前提として作られる。企業等の存続を前提とするか清算を前提とするかで、資産の評価額が異なる可能性がある。
そこで経営者は、財務諸表を作成するに当たり、その前提として、企業等が決算日から少なくとも１年間存続するかどうかを評価することが求められる。この経営者による評価は、会計基準に継続企業の前提に関する注記の規定があるかどうかとは関係なく行われる。財務諸表を公認会計士等が監査する場合、監査人は、経営者による評価が適切であるかどうかを評価する。
継続企業の前提に重要な疑義を生じさせるような事象又は状況が存在する場合で、当該事象又は状況を解消し、又は改善するための対応をしてもなお継続企業の前提に関する重要な不確実性が認められるときは、多くの会計基準では、継続企業の前提に関する事項として、以下のような内容を財務諸表に注記することが求められる。
1. 継続企業の前提に重要な疑義を生じさせるような事象又は状況が存在する旨及びその内容
2. 当該事象又は状況を解消し、又は改善するための対応策
3. 重要な不確実性が認められる旨及びその理由
4. 財務諸表は継続企業を前提として作成されており、当該重要な不確実性の影響を財務諸表に反映していない旨

注記するまでもない場合、すなわち重要な疑義があっても重要な不確実性はない場合、事業報告など注記以外の場所に開示することが求められる。

## 継続企業の前提に重要な疑義を生じさせるような事象又は状況
継続企業の前提に重要な疑義を生じさせるような事象又は状況は、例えば、以下のような項目が考えられる。
＜財務指標関係＞
- 売上高の著しい減少
- 継続的な営業損失の発生又は営業キャッシュ・フローのマイナス
- 重要な営業損失、経常損失又は当期純損失の計上
- 重要なマイナスの営業キャッシュ・フローの計上
- 債務超過

＜財務活動関係＞
- 営業債務の返済の困難性
- 借入金の返済条項の不履行又は履行の困難性
- 社債等の償還の困難性
- 新たな資金調達の困難性
- 債務免除の要請
- 売却を予定している重要な資産の処分の困難性
- 配当優先株式に対する配当の遅延又は中止

＜営業活動関係＞
- 主要な仕入先からの与信又は取引継続の拒絶
- 重要な市場又は得意先の喪失
- 事業活動に不可欠な重要な権利の失効
- 事業活動に不可欠な人材の流出
- 事業活動に不可欠な重要な資産の毀損、喪失又は処分
- 法令に基づく重要な事業の制約

＜その他＞
- 巨額な損害賠償金の負担の可能性
- ブランド・イメージの著しい悪化

## 継続企業の前提の注記がなされている上場企業
2025年5月21日現在。
| コード | 銘柄名                                | 市場                   | 発表日         |
| ------ | ------------------------------------- | ---------------------- | -------------- |
| 1757   | 創建エース                            | 東証スタンダード       | 2010年2月12日  |
| 3346   | ヒロタグループホールディングス        | 名証ネクスト           | 2015年5月13日  |
| 5216   | 倉元製作所                            | 東証スタンダード       | 2016年11月14日 |
| 2338   | クオンタムソリューションズ            | 東証スタンダード       | 2017年4月28日  |
| 1711   | SDSホールディングス                   | 東証スタンダード       | 2018年8月10日  |
| 3672   | オルトプラス                          | 東証スタンダード       | 2019年2月14日  |
| 3070   | ジェリービーンズグループ              | 東証グロース           | 2019年3月20日  |
| 2134   | 北浜キャピタルパートナーズ            | 東証スタンダード       | 2019年5月15日  |
| 6731   | ピクセラ                              | 東証スタンダード       | 2019年5月15日  |
| 6740   | ジャパンディスプレイ                  | 東証プライム           | 2019年5月15日  |
| 7777   | スリー・ディー・マトリックス          | 東証グロース           | 2019年6月24日  |
| 7815   | 東京ボード工業                        | 東証スタンダード       | 2019年11月14日 |
| 5341   | ASAHI EITOホールディングス            | 東証スタンダード       | 2020年1月20日  |
| 3667   | enish                                 | 東証スタンダード       | 2020年2月13日  |
| 6085   | アーキテクツ・スタジオ・ジャパン      | 東証グロース           | 2020年5月14日  |
| 3133   | 海帆                                  | 東証グロース           | 2020年5月15日  |
| 9610   | ウィルソン・ラーニング ワールドワイド | 東証スタンダード       | 2020年5月26日  |
| 2721   | ジェイホールディングス                | 東証スタンダード       | 2020年6月16日  |
| 8783   | GFA                                   | 東証スタンダード       | 2020年8月13日  |
| 8143   | ラピーヌ                              | 東証スタンダード       | 2021年2月5日   |
| 6573   | アジャイルメディア・ネットワーク      | 東証グロース           | 2021年7月14日  |
| 6173   | アクアライン                          | 東証グロース           | 2021年12月15日 |
| 3664   | モブキャストホールディングス          | 東証グロース           | 2022年2月14日  |
| 2743   | ピクセルカンパニーズ                  | 東証スタンダード       | 2022年2月15日  |
| 6659   | メディアリンクス                      | 東証スタンダード       | 2022年5月16日  |
| 3808   | オウケイウェイヴ                      | 名証ネクスト           | 2022年6月27日  |
| 6721   | ウインテスト                          | 東証スタンダード       | 2022年8月15日  |
| 4563   | アンジェス                            | 東証グロース           | 2023年2月10日  |
| 6217   | 津田駒工業                            | 東証スタンダード       | 2023年4月13日  |
| 4679   | 田谷                                  | 東証スタンダード       | 2023年4月27日  |
| 2656   | ベクターホールディングス              | 東証スタンダード       | 2023年5月15日  |
| 7709   | クボテック                            | 東証スタンダード       | 2023年5月15日  |
| 3189   | ANAPホールディングス                  | 東証スタンダード       | 2023年10月13日 |
| 8165   | 千趣会                                | 東証スタンダード       | 2023年11月14日 |
| 3810   | サイバーステップ                      | 東証スタンダード       | 2024年1月15日  |
| 4564   | オンコセラピー・サイエンス            | 東証グロース           | 2024年2月9日   |
| 3113   | UNIVA・Oakホールディングス            | 東証スタンダード       | 2024年5月10日  |
| 5707   | 東邦亜鉛                              | 東証プライム           | 2024年5月13日  |
| 4179   | ジーネクスト                          | 東証グロース           | 2024年5月15日  |
| 9612   | ラックランド                          | 東証プライム           | 2024年6月14日  |
| 5255   | モンスターラボ                        | 東証グロース           | 2024年8月14日  |
| 7063   | Birdman                               | 東証グロース           | 2024年8月14日  |
| 7445   | ライトオン                            | 東証スタンダード       | 2024年10月8日  |
| 3647   | ジー・スリーホールディングス          | 東証スタンダード       | 2024年10月11日 |
| 3624   | アクセルマーク                        | 東証グロース           | 2024年11月14日 |
| 3750   | サイトリ細胞研究所                    | 東証スタンダード       | 2024年11月14日 |
| 4381   | ビープラッツ                          | 東証グロース           | 2024年11月14日 |
| 4572   | カルナバイオサイエンス                | 東証グロース           | 2025年2月10日  |
| 3319   | ゴルフダイジェスト・オンライン        | 東証プライム           | 2025年2月14日  |
| 4436   | ミンカブ・ジ・インフォノイド          | 東証グロース           | 2025年2月14日  |
| 8798   | アドバンスクリエイト                  | 東証プライム 札証 福証 | 2025年2月28日  |
| 9978   | 文教堂グループホールディングス        | 東証スタンダード       | 2025年4月11日  |
| 3726   | フォーシーズHD                        | 東証スタンダード       | 2025年5月15日  |
| 3686   | ディー・エル・イー                    | 東証スタンダード       | 2025年5月15日  |
| 6181   | タメニー                              | 東証グロース           | 2025年5月15日  |
| 9327   | イー・ロジット                        | 東証スタンダード       | 2025年5月15日  |

## 継続企業の前提に関する事項の注記の根拠規定
継続企業の前提に関する注記を定める主な法令等は下表のとおりである。
| 組織形態             | 注記の呼称                 | 根拠法令                                                                 |
| -------------------- | -------------------------- | ------------------------------------------------------------------------ |
| 株式会社             | 継続企業の前提に関する事項 | 会社計算規則第98条第1第1号                                               |
| 社会福祉法人         | 継続事業の前提に関する事項 | 社会福祉法人会計基準第29条第1項第1号                                     |
| 医療法人             | 継続事業の前提に関する事項 | 医療法人会計基準第22条第1号                                              |
| 公益法人             | 継続組織の前提に関する注記 | 公益法人会計基準第5 (1)                                                  |
| 地域医療連携推進法人 | 継続事業の前提に関する事項 | 地域医療連携推進法人会計基準第17条第1号                                  |
| 農業協同組合         | 継続組合の前提に関する事項 | 農業協同組合法施行規則第123条第1号                                       |
| 消費生活協同組合     | 継続組合の前提に関する事項 | 消費生活協同組合法施行規則第109条第1項第1号                              |
| 水産業協同組合       | 継続組合の前提に関する事項 | 水産業協同組合法施行規則第138条第1号                                     |
| 有価証券発行学校法人 | 継続法人の前提に関する事項 | 有価証券発行学校法人の財務諸表の用語、様式及び作成方法に関する規則第17条 |

## 公的部門の主体における継続企業の前提
国際監査基準570のA2項では、継続企業の前提に関する経営者の評価は、公的部門の主体にも関連するとされている。例えば、国際公会計基準（IPSAS）第１号は、継続企業として存続する公的部門の主体の能力についての問題を取り扱っている。継続企業のリスクは公的部門の主体が営利目的で事業を行う状況、政府による支援が縮小されるか打ち切られるような状況又は民営化において発生することがあるが、それらに限られない。公的部門における継続企業として存続する主体の能力について重要な疑義を抱かせるような事象又は状況は、公的部門の主体の存続のための資金調達が困難な場合又は当該公的部門の主体が提供するサービスに影響を及ぼす政策の決定が行われる場合を含む。
しかしながら、日本の独立行政法人については、その制度の仕組みから、継続企業の前提に関して検討を要する状況が想定し難いことから、独立行政法人に対する会計監査人の監査の基準には、特段の規定を置かないとされている（「独立行政法人に対する会計監査人の監査に係る報告書の改訂について」平成15年7月4日　独立行政法人会計基準研究会、財政制度等審議会 財政制度分科会　法制・公会計部会 公企業会計小委員会）。